# Museu da Fotografia Fortaleza
O Museu da Fotografia Fortaleza (MFF), possui um dos maiores acervos fotográficos do país, Fundado e administrado pelo Instituto Paula e Silvio Frota. Está localizado na cidade de Fortaleza, capital do estado do Ceará, no Brasil.
O edifício, localizado no bairro Varjota, instalado em uma área de 1940 m², possui o total de cinco pavimentos. O prédio inaugurado em 2017, foi projetado por Marcus Novais Arquitetura. Além da área de exposição permanente, possui área de exposição temporária, sala multiuso para eventos, oficinas e palestras. abriga um café, biblioteca, loja, banheiros sociais. No subsolo encontra-se a parte administrativa e de apoio, incluindo uma reserva técnica para o acervo.
A coleção de Paula e Silvio Frota, em exposição permanente, inclui obras datadas desde 1920 até os dias atuais reunindo os mais premiados e reconhecidos fotógrafos do Brasil e do mundo. O acervo é composto, por mais de 3.500 obras.

## Coleção Silvio Frota
Lista de fotógrafos brasileiros
Adriana Varejão, Adriane Vasquez, Alessandro, Gruetzmacher, Alexandre Mury, Ana Carolina Fernandes, Andic Ljalic, André Cypriano, André Liohn, Anna Maria Maiolino, Antonio Gaudério, Antonio Guerreiro, Arthur Omar, Bauer Sá, Beatriz Franco, Beatriz Pontes, Betina Samaia, Bia Fiuza, Bina Fonyat, Bob Wolfenson, Boris Kossoy, Bruno Magalhães, Cassio Vasconcellos, Celso Oliveira, Chico Albuquerque, Christian Cravo, Claudia Andujar, Claudia Jaguaribe, Claudio Edinger, Cristiano Mascaro, Daniel Senise, Dimitri Lee, Eduardo Masini, Eduardo Muylaert, Elza Lima, Evandro Teixeira, Fausto Chermont, Fernando Lemos, Flavio Samelo, Gentil Barreira, German Lorc, Haruo Ohara, Hélio Oiticica e Neville d’Almeida, Hildegard Rosenthal, Hirosuke Kitamura, Ivan Cardoso, Jean Manzon, João Bittar, João Roberto, Ripper João Urban, José Albano, José Medeiros, Juca Martins, Julio Bittencourt, Klaus Mitteldorf, Leopoldo Plentz, Lúcio Carvalho, Luis Carlos Barreto, Luiz Braga, Luiz Carlos Felizardo, Luiz Santos, Madalena Schwartz, Marc Ferrez, Marcel Gautherot, Marcelo Pallotta, Marcio Lima, Mário Cravo Neto, Maureen Bisilliat, Miguel Chikaoka, Miguel Rio Branco, Militão A. de Azevedo, Monica Vendramini, Nair Benedicto, Nely Carvalho, Orlando Brito, Otto Stupakoff, Pablo di Giulio, Paulo Nazareth, Pedro Vasquez, Pierre Verger, Renan Cepeda, Rodrigo Frota, Rogério Reis, Rosângela Rennó, Sebastião Salgado, Sheila Oliveira, Sigbert Franklin, Thomaz Farkas, Tiago Santana, Valdir Cruz, Vik Muniz, Vincenzo Pastore, Walter Firmo, 122 Fernando de Tacca.